# Anna van der Horst (dichteres)
Anna van der Horst (Enkhuizen, 16 oktober 1735 - Groningen, 11 juni 1785) was een Nederlands dichteres en voorvechtster van vrouwelijke zelfontplooiing.

## Jeugd
Van der Horst werd geboren in een streng gereformeerd gezin in Enkhuizen. Op zestienjarige leeftijd schreef zij haar eerste gedicht, een lijkdicht naar aanleiding van de dood van stadhouder Willem IV. In 1757 maakte ze een reis naar Groningen en Friesland. Dit leidde tot haar eerste publicatie: ‘Dichtkundige erinnering, van het merkwaardigste op onze reis van Enkhuizen naar Groningen en Bergum in Vriesland’.  

## De gevallen van Ruth in zes zangen
In 1764 publiceerde Van der Horst in een heldendicht: ‘De gevallen van Ruth in zes zangen’. Een heldendicht, ook wel epos genoemd, is een verhalend gedicht over het leven van een belangrijk mythologisch of historisch persoon. Van der Horst was de eerste Nederlandse vrouw die een vrouw tot de hoofdpersoon van een epos maakte. In het besluit van 'De gevallen van Ruth in zes zangen' roemde Van der Horst vrouwelijke schrijvers die zich hadden verzet tegen de opvatting dat de vrouw alleen geschikt is voor huishoudelijke taken. Van der Horst werd voorvechtster van het vrouwelijk schrijverschap. Haar bondgenote was medeschrijfster Elisabeth Wolff, met wie ze intensief correspondeerde. Haar vader verbood haar echter contact te hebben met Wolff, omdat hij Wolff ‘te vrijzinnig’ zou vinden.

## Groningen
In 1765 verhuisde Van der Horst naar Groningen. In november van dat jaar trouwde ze met Pieter Roelfzema, klerk op het Comptoir Generaal van de provincie Groningen. In 1769 verscheen in Groningen haar tweede epos, ‘Debora, in vier zangen’. In de narede richtte ze zich wederom op de zelfontplooiing van vrouwen. Daarnaast mengde ze zich in theologisch debatten en sprak ze zich uit over maatschappelijke discussies. Van der Horst overleed op negenenveertigjarige leeftijd in Groningen.